# Asesinato de Nika Shakarami
El 20 de septiembre de 2022, la adolescente iraní Nika Shakarami (en persa: نیکا شاکرمی), de 16 años, desapareció en Teherán durante las protestas iraníes de 2022 tras la muerte de Mahsa Amini. Su familia fue informada de su muerte diez días después. Murió en circunstancias sospechosas que se cree implicaron violencia por parte de las fuerzas de seguridad. Después de que su familia identificara su cuerpo, planearon enterrarla en Khorramabad, pero, según informes, las autoridades iraníes robaron el cuerpo y lo enterraron en Hayat ol Gheyb, supuestamente para ejercer influencia sobre su familia e impedir una procesión funeraria que podría causar más protestas.
Las autoridades iraníes negaron haber actuado mal, difundieron varias historias contradictorias sobre su suerte y supuestamente obligaron a algunos de sus familiares a apoyar esas versiones. La muerte de Shakarami y el intento de represión gubernamental en relación con la información sobre su destino fueron ampliamente difundidos en los medios internacionales y alimentaron aún más las protestas en curso.
La causa oficial de su muerte se describió más tarde como un traumatismo contundente en un documento de Behesh-e Zahra. Un documento iraní filtrado a la BBC en 2024 concluyó que Shakarami fue asesinada por las fuerzas de seguridad que la capturaron, después de que ella se defendiera mientras era violada por sus captores.
Shakarami, Sarina Esmailzadeh y Hadis Najafi, según fuentes de los medios, se convirtieron en las nuevas caras de las protestas en curso en Irán, y sus fotografías aparecieron en carteles pegados en secreto en las paredes de las ciudades iraníes.

## Nika Shakarami
Nika Shakarami (en persa نیکا شاکرمی, en DMG Nīkā Šākaram, Khorramabad 2 de octubre de 2005 - Teherán, 20 de septiembre de 2022) era una joven iraní de 16 años. Nació el 2 de octubre de 2005 en la provincia de Luristan. Su padre era contable en una empresa minera y murió cuando ella tenía diez años. Una de sus aficiones era cantar, algo estrictamente prohibido para las mujeres en Irán. En un vídeo difundido por internet, ella se sube a un pequeño pedestal, sostiene un micrófono y canta frente a sus compañeros en una pose con las piernas abiertas.
En mayo de 2021, la joven de 15 años se hizo amiga de una estudiante alemana, de Leipzig, en Instagram y le escribía y hablaba por teléfono todos los días. Mientras se conocían, Nika se mudó a Teherán para vivir con su tía Atash Shakarami, una pintora. Tomó lecciones de dibujo con ella y dejó de ir a la escuela, aunque le fue bien. Quería ir al extranjero después de la escuela. Para ser independiente, trabajó a tiempo parcial en una cafetería. Según sus amigos, Nika habló abiertamente sobre su historia de amor con la estudiante, muchos de sus amigos lo sabían. Desde las protestas contra el presunto asesinato de Masha Amini, los mensajes de Nika con la estudiante cambiaron y, en retrospectiva, han sido leídos como una carta de despedida para ella.

## Desaparición y asesinato
Shakarami participó en las protestas de septiembre de 2022, provocadas por la muerte de Mahsa Amini bajo custodia policial y destinadas a intentar aumentar los derechos de las mujeres en Irán. Shakarami desapareció después de protestar en el bulevar Keshavarz de Teherán el 20 de septiembre. Salió de casa alrededor de las 13:00 UTC y llevó consigo una botella de agua y una toalla para protegerse contra los gases lacrimógenos. Ella le dijo a su familia falsamente que iba a visitar a su hermana.
Según la familia de Shakarami, la última comunicación conocida fue un mensaje enviado a una de sus amigas en el que decía que estaba siendo perseguida por las fuerzas de seguridad. Al parecer, fue separada de sus amigos a medida que las protestas se volvieron más multitudinarias. Sus amigos la vieron por última vez alrededor de las 15:00 UTC. La noche del 20 de septiembre, las cuentas de Telegram e Instagram de Shakarami fueron eliminadas y su teléfono móvil fue apagado. Según CNN, el 12 de octubre, su cuenta de Telegram fue reactivada brevemente, probablemente por las autoridades iraníes, y los familiares confirmaron que el teléfono de Shakarami estaba en posesión de la fiscalía de Teherán. Los medios estatales iraníes también informaron que las autoridades accedieron a mensajes directos en su cuenta de Instagram.
El 27 de octubre de 2022, CNN publicó imágenes de las últimas horas de Nika Shakarami durante las protestas. En un vídeo se la puede ver escondida detrás de los coches entre el tráfico, diciéndole a un conductor: "No te muevas, no te muevas", dando a entender que era perseguida. La persona que proporcionó el video a CNN dijo que vio a Nika siendo arrestada y metida en una camioneta de la policía.
Al no tener noticias de ella, la familia de Shakarami presentó una denuncia de desaparición y comenzó a buscar en comisarías y hospitales. También publicaron fotos de ella en las redes sociales con la esperanza de que alguien la reconociera. Diez días después les informaron que alguien con características similares había sido descubierto durante exámenes forenses de manifestantes muertos y que su cuerpo estaba en la morgue de Kahrizak, ubicada en un centro de detención local. A los familiares de Shakarami no se les permitió ver el cuerpo, sólo mirar su rostro durante unos segundos para fines de identificación. Según los informes, las autoridades informaron que había muerto a consecuencia de una caída desde gran altura. Les mostraron una fotografía de su cuerpo sin vida en una acera para ilustrar esto, pero la imagen les pareció sospechosa. La tía de Shakarami afirmó en una entrevista que la nariz de Shakarami quedó completamente destruida y que su cráneo estaba "roto y desintegrado por varios golpes de un objeto duro". tal vez un porra. Se informó a la familia de que Shakarami fue secuestrada, detenida e interrogada por el Cuerpo de la Guardia Revolucionaria Islámica durante una semana y luego recluida durante un breve período en la prisión de Evin, una prisión que a menudo ha sido acusada de violar y torturar sistemáticamente a los presos.
Un documento iraní filtrado a la BBC en 2024 detalla los acontecimientos que precedieron y siguieron a la muerte de Shakarami. La BBC verificó que el documento formaba parte de un expediente de 322 páginas sobre manifestantes antigubernamentales en 2022. El documento afirmaba que Shakarami fue capturada por las fuerzas de seguridad en una furgoneta secreta, agredida sexualmente y que ella se defendió, lo que llevó a que la golpearan a muerte con porras. El documento también afirma que Shakarami fue llevada a un campamento policial temporal y a un centro de detención, pero no fue admitida en ninguno de los dos lugares. A sus captores se les dijo que la llevaran a la prisión de Evin, pero arrojaron su cuerpo bajo la carretera Yadegar-e-Emam después de informar de su muerte al Cuerpo de la Guardia Revolucionaria Islámica y recibir nuevas órdenes. No había indicios de que los hombres responsables de su muerte fueran castigados, posiblemente debido a su afiliación con Hezbolá.

## Entierro
La familia transportó el cuerpo de Shakarami a Khorramabad para su entierro, con la intención de celebrar la ceremonia el 2 de octubre, día de su decimoséptimo cumpleaños. La familia, sin embargo, afirma que las fuerzas de seguridad los presionaron para que no celebraran un funeral y en su lugar la enterraran en silencio. La tía de Shakarami desafió tal presión y publicó en Twitter invitando a cualquiera que estuviera interesado a participar en la celebración del "último cumpleaños" de Shakarami. Los tíos de Shakarami fueron arrestados poco después en su casa el 2 de octubre, y otros miembros de la familia fueron amenazados con que ella sería ejecutada si participaban en las protestas. También se presionó al resto de la familia para que aceptara no organizar un funeral público.
A pesar de llegar a un acuerdo de que no habría funeral, la familia de Shakarami afirma además que las autoridades robaron el cuerpo de Shakarami y la enterraron en Hayat ol Gheyb, a unos 40 kilómetros (25 millas) de distancia, para evitar la publicidad y evitar que su tumba se convierta en un lugar de peregrinación para manifestantes. Las autoridades iraníes ya habían utilizado antes los cuerpos de manifestantes muertos para silenciar a sus familias.
Imágenes de la lápida de Shakarami muestran grabado en ella este poema: “Te alumbré con sangre y dolor, te devolví a la patria”, en el que se reitera que su muerte no fue un suicidio, sino que ella murió por su patria.

### Día 40 de su muerte
El día 40 tras su muerte, una gran multitud se reunió en el cementerio, aunque está enterrada en un pequeño pueblo alejado de la ciudad. Principalmente coreaban consignas de protesta y cantaban una vieja y famosa canción en luri "دایه دایه وقت جنگه" ("Oh madre, madre, es hora de luchar"). La madre de Shakarami pronunció un discurso dirigiéndose a Nika: "Siempre estaré en agonía por tus sufrimientos, pero te amo. Cuando veo que la semilla pura de tu pensamiento: la libertad, el coraje y el honor florecen en los corazones de otros seres queridos, yo' Estoy feliz y agradecida".
El video de los teléfonos móviles de algunos asistentes mostró que los guardias intentaron impedir que las personas asistieran a la ceremonia bloqueando un puente, las fuerzas de seguridad también dispararon gases lacrimógenos contra las personas que respondieron arrojando piedras, y en el video compartido en las redes sociales se escuchan también disparos. En su ceremonia conmemorativa, los presentes gritaron: "Todos somos Nika, luchamos y contraatacaremos".

## Reacciones
Cientos de manifestantes se reunieron en el cementerio de Khorramabad el día del funeral de Shakarami, alentados por el robo de su cuerpo. Los activistas acusaron al gobierno iraní de abusar, torturar y matar a Shakarami. La noticia de su muerte impulsó a un gran número de estudiantes de secundaria a unirse a las protestas antigubernamentales el 4 de octubre, y algunas se quitaron simbólicamente el chador en un desafío aún mayor al gobierno. La participación de los estudiantes en las protestas fue considerada una "muestra de apoyo sin precedentes" por David Gritten de BBC News. Un artículo de Miriam Berger en The Washington Post describió la muerte de Shakarami y el intento de las autoridades de encubrirla como "[dar] a los manifestantes otro grito de guerra". Según Mahmood Amiry-Moghaddam, director de la organización iraní de derechos humanos, “las pruebas disponibles indican el papel del gobierno en el asesinato de Nika Shakrami; a menos que una comisión de investigación independiente bajo la supervisión de las Naciones Unidas demuestre lo contrario. "Se forma, la responsabilidad por el asesinato de Nika, al igual que las otras víctimas de las actuales protestas, recae en Alí Jamenei y las fuerzas bajo su mando."
La muerte de Shakarami y el robo del cuerpo fueron ampliamente difundidos en los medios internacionales. También fue ampliamente honrada en las redes sociales, donde su foto y su nombre circularon y su nombre se convirtió en un hashtag utilizado por el movimiento por los derechos de las mujeres. Hasta el 5 de octubre, el hashtag había sido tuiteado más de dos millones de veces. El corresponsal de la BBC, Nafiseh Kohnavard, lo celebró publicando un vídeo en Twitter de Shakarami parada en el escenario, cantando y riendo. La canción cantada por Shakarami en el clip es una antigua canción de amor iraní de la película Soltane Ghalbha (1968). 
La BBC también compartió videos de Shakarami hablando en las recientes protestas antes de su muerte y luego descubrió un documento secreto que dice que las fuerzas de seguridad de Irán violaron y mataron a porrazos a la manifestante adolescente.

### Presunta confesión forzada de sus tíos
La tía de Shakarami, Atash Shakarami, y el tío de Shakarami, Mohsen Shakarami, fueron arrestados en sus casas el 2 de octubre de 2022 después de publicar la muerte sospechosa de Nika en las redes sociales. Se vieron obligados a hacer una confesión falsa diciendo que Nika se había suicidado y que las fuerzas de seguridad no estaban involucradas en su muerte por la televisión estatal a las 8:30 a. m. hora local, el 5 de octubre de 2022.
La televisión estatal iraní transmitió entrevistas o "una confesión" en las que los tíos de Shakarami "corroboraron" la narrativa del gobierno. Durante la confesión o entrevista, su tía afirmó que Shakarami se había caído de un techo y su tío lamentó la brutal y sospechosa muerte de Shakarami, pero también expresó dudas de que las autoridades fueran responsables, citando obstáculos religiosos y legales, en lugar de culpar a la radicalización de las redes sociales y sugiriendo que La habían matado manifestantes de Luristán que querían inspirar más protestas en el propio Luristán. En respuesta a declaraciones antigubernamentales anteriores de la tía de Shakarami, que anteriormente había atribuido firmemente su muerte a las autoridades, él la descartó como "no una persona política". También afirmó que enterrar a Shakarami en Veysian en lugar de Teherán fue elección de la familia debido a la preocupación de que "su asesino" estuviera en Teherán y pudiera interrumpir la ceremonia.
Inmediatamente surgieron dudas sobre la sinceridad de estas entrevistas, ya que ambos familiares habían acusado a las autoridades de estar detrás de la muerte de Shakarami y habían sido detenidos recientemente por las autoridades. Según los informes, la entrevista fue filmada mientras todavía estaban bajo custodia del gobierno. El video de la entrevista con el tío de Shakarami también mostró la silueta de una persona fuera de cámara a la que se podía escuchar susurrar "¡Dilo, sinvergüenza!".
En una entrevista con BBC News, la madre de Shakarami criticó los intentos del gobierno de encubrir su participación en la muerte de Nika y dijo que las entrevistas realizadas con su hermano y su hermana se realizaron bajo coacción. La madre de Shakarami mencionó que ella y otros miembros de la familia también fueron intimidados en un intento de obligarlos a corroborar la versión oficial. Según la madre de Shakarami, vio un informe médico que demostraba que Shakarami había muerto el 20 de septiembre, el mismo día de su desaparición, debido a un traumatismo contundente en la cabeza. Un certificado de defunción emitido por un cementerio de Teherán también decía que Shakarami murió después de "Múltiples lesiones provocadas por golpes con un objeto duro".

### La reacción de la República Islámica
Inicialmente, las autoridades o el gobierno no hicieron ningún comentario público sobre la muerte de Shakarami. La agencia de noticias estatal de Irán, la Agencia de Noticias de la República Islámica, informó que las autoridades habían abierto su propia investigación sobre la muerte de Shakarami. El 4 de octubre, la Agencia de Noticias Tasnim, una agencia de noticias estrechamente asociada con el Cuerpo de la Guardia Revolucionaria Islámica, informó que Shakarami había muerto después de caer de un edificio el 21 de septiembre y que ocho trabajadores de la construcción habían sido arrestados. Las autoridades utilizaron una narrativa suicida similar en la muerte de otra joven de 16 años, Sarina Esmailzadeh, quien murió, según Amnistía Internacional, después de ser brutalmente golpeada por la policía con porras. La agencia estatal de noticias Fars publicó un vídeo que supuestamente muestra a Shakarami entrando al edificio, pero la persona que aparece en las imágenes no es identificable. Dariush Shahoonvand, fiscal de la provincia de Luristán, negó cualquier irregularidad por parte de las autoridades iraníes y afirmó que Shakarami había sido enterrada en "su aldea" y que los "enemigos extranjeros" eran los culpables de crear una "tensión y una atmósfera de miedo" tras su muerte, aunque no dio más detalles sobre lo que quería decir.
Según la agencia de noticias IRNA, citando al jefe de la Fiscalía Penal de la provincia de Teherán: "Durante los exámenes de la autopsia y del examen del cuerpo se observaron huellas de fracturas". Además, según las investigaciones recibidas, la persona fue atacada”. Asimismo, mencionó: “En el cuerpo no se encontraron rastros de balas ni perdigones".